# New Ireland
New Ireland er en ø i Stillehavet og den nordøstligste provins i Papua Ny Guinea.